# Micheasz (prorok mniejszy)
Micheasz z Moreszet (hebr. ‏מִיכָה הַמֹּרַשְׁתִּי‎) – jeden z dwunastu proroków mniejszych Starego Testamentu. Autor Księgi Micheasza, która jest cytowana podczas świąt Bożego Narodzenia, ponieważ zawiera proroctwo o narodzeniu Mesjasza w Betlejem (Mi 5.1-2).
Pochodził z Moreszet-Gat w Judzie. Prorokował ok. 740–700 p.n.e., za czasów królów Jotama, Achaza i Ezechiasza. Działał w królestwie Judy będąc współczesnym pozostałym dwóm "prorokom piszących" – Ozeaszowi i Izajaszowi. Chociaż sam nie nazywa siebie prorokiem, ma głęboką świadomość swojej misji (Mi 3,8).
Micheasza z Moreszet nie należy mylić z Micheaszem, synem Jimli – wcześniejszym prorokiem izraelskim, który nie pozostawił po sobie spuścizny pisanej.
W Martyrologium Rzymskim wymieniany jest razem z Habakukiem, a jego wspomnienie obchodzone jest 15 stycznia.